# Kaszkádgyorsító

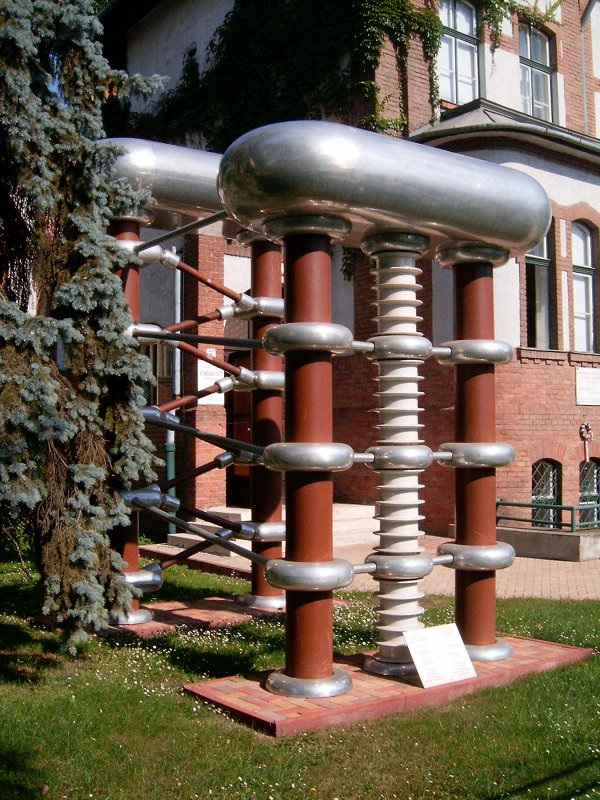
Az ATOMKI 800 kilovoltos kaszkádgyorsítója (1961) az intézet Bem-tér felőli oldalán az utcáról is látható

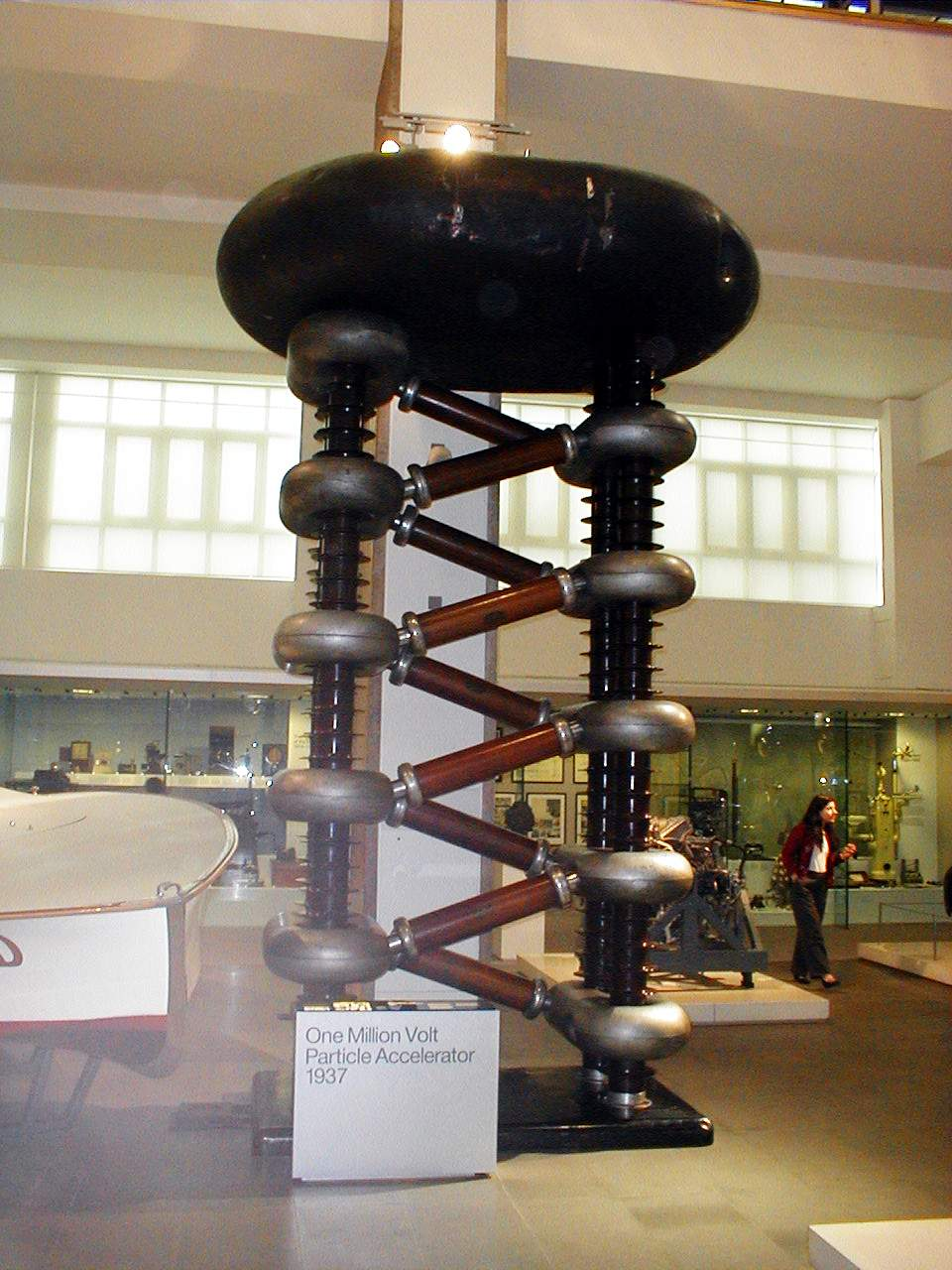
1937-ben épített 1 millió voltos Kaszkádgyorsító

A Cockcroft-Walton (CW) generátor vagy kaszkádgenerátor azután a két fizikus után kapta a nevét, akik 1932-ben először használták ezt az áramköri elrendezést, hogy részecskedetektort tápláljanak vele. Az ilymódon létrehozott gyorsítóval sikerült létrehozni az első mesterséges magátalakítást. John Douglas Cockcroft és Ernest Thomas Sinton Walton ezt a feszültségsokszorozó kaszkádot használták legtöbb kutatásuk során, az eredményekért 1951-ben fizikai Nobel-díjat kaptak „úttörő munkájukért a mesterségesen gyorsított atomi részecskék által létrehozott atommagátalakítás területén”. Kevésbé ismert, hogy az áramkört korábban felfedezték, 1919-ben Heinrich Greinacher, egy svájci fizikus. Emiatt a feszültségkétszerező kaszkádot gyakran Greinacher-sokszorozónak nevezik.

## További olvasmány
- Cockcroft, J.D. and Walton, E.T.S. (1932). Proc. R. Soc. London A137:229.